# Parc d'État de Cross Timbers
Le parc d'État de Cross Timbers (en anglais : Cross Timbers State Park) est un parc d'État du Kansas situé dans le comté de Woodson, au sud de Toronto.
Le parc s'étend sur 1 075 acres (435 ha). Il se situe dans une plaine inondable boisée bordée par des terrasses de prairie et des collines de savanes et de chênes. Il doit son nom à la région des Cross Timbers, aussi appelées Chautauqua Hills, qui s'étend du Texas jusqu'à ce lieu.
Le parc d'État de Cross Timbers se trouve sur les rives du réservoir de Toronto, d'une superficie de 2 800 acres (1 133 ha), construit dans les années 1950 par le Corps du génie de l'armée des États-Unis sur la Verdigris.